# Kolagibylu, Tirthahalli
Kolagibylu là một làng thuộc tehsil Tirthahalli, huyện Shimoga, bang Karnataka, Ấn Độ.